# 千嬌百媚
《千嬌百媚》是邵氏兄弟出品的著名歌舞片，也是邵氏首部綜藝體弧形闊銀幕彩色影片，全片耗資百萬，動用了上千位舞蹈演員。片中表演的舞蹈有：中國花鼓舞、採荷撲蝶舞、日本櫻花舞、扇舞、馬來土風舞、泰國酬神舞、南美熱浪舞、法國肯肯舞、西班牙鬥牛舞、蜘蛛舞、團圓舞、曼波舞、查查舞等等。其中，「孟姜女哭長城」一場戏中戏还由粉菊花指導了京劇工架。该剧在日本拍摄了歌舞場面和部分外景。该剧是香港、新加坡、台湾1961年最賣座影片。在影院放映时，该片同場还加映《林黛婚禮特輯》。

## 基本资料
中文名：千娇百媚

英文名：Les Belles

語別：國語對白 

长度：113 分鐘

声音：有聲

色彩：彩色（邵氏綜藝體弧形闊銀幕七彩）
 
年代：時裝 

片種：歌舞片，故事片

出品方：邵氏兄弟

上映时间：1961年2月25日。

## 演职员
- 监制：邵仁枚
- 製片：周杜文
- 编剧：陶秦
- 導演：陶秦
- 助理導演：石凌（即文石凌）
- 設計：陶秦
- 攝影：高詩綿
- 攝影助理：萬傑
- 音樂：姚敏
- 美術：莫蘭詩
- 美術助理：莊生(即曹莊生)
- 舞蹈指導：馬時達, 粉菊花, 沈亦理
- 剪輯：姜興隆
- 錄音：王永華
- 服裝設計：周士心
- 服裝：葉森
- 化妝：方圓
- 道具：林華三
- 佈景：陳其銳
- 劇務：趙百川
- 場記：譚嬣
- 字幕：賈訥克

### 主要演员
- 林黛  飾 蘭蘭
- 陳厚  飾 馬英
- 范麗  飾 梅梅
- 麥基  飾 謝謝
- 高寶樹  飾 馬太太
- 丁寧 饰 ？
- 莫愁 饰 ？
- 張冲 饰 ？
- 金銓(即胡金銓) 饰 ？
- 羅蘭 飾 收銀員

## 奖项
- 第八屆亞洲影展（1961年）最佳女主角：林黛；最佳剪輯：姜興隆；最佳錄音：王永華；最佳音樂：姚敏；最佳美術指導：莫蘭詩。
- 第一屆台灣金馬獎（1962年）最佳導演：陶秦；最佳音樂：姚敏。

## 剧情及歌舞

### 开场表演
- ？舞。身着红衣的蘭蘭等舞女跳着热舞，尽显千娇百媚。
- 查查舞。蘭蘭等舞女。
- 南美热浪舞。蘭蘭、梅梅等男女演员身着南美传统服装，在祝福 Jajambo的歌声中尽情舞蹈。

祝福 Jajambo

作曲: Hattori Ryoichi (服部良一) （《说不出的快活》曲）作词：沈華 演唱：合唱

祝福你 祝福你

祝福你 祝你健康快乐又如意

祝福你 祝福你

祝福你 祝你健康快乐又如意

祝你享尽温暖

没有？？ 没有？？

？？？？永远在一起

祝你？？光明

没有？？ 没有？？

只有幸福永远跟着你

Ja Ja Jajambo

Ja Ja Jajambo

Ja Ja Jajambo
 
Ja Ja Jajambo Jajambo

祝福 祝福你

祝福你？？青春永远美丽 Jajambo

祝福 祝福你

祝福你健康快乐永远？？ Jajambo

Ja Ja Jajambo

Ja Ja Jajambo

Ja Ja Jajambo

Ja Ja Jajambo Jajambo Jajambo

### 蜘蛛舞
团长冯奇人因为本歌舞团经济陷入困难而逃走，临走前给团里台柱兰兰、梅梅留介绍信一封，介绍其参加马太太为团长的马氏歌舞团。她们被马太太收编入团，马太太的亲生儿子也是团负责人马英却对冯奇人大有成见，并对二人顶撞自己颇为不满。原来马太太婚前曾与冯奇人相爱，后因故不得不嫁给马英的父亲。
清早，男女演员们唱着《昨夜的怪夢》洗漱吃饭后匆忙登车赴排演场。

昨夜的怪夢

作曲：陈歌辛（《讨厌的早晨》曲） 作词：沈華 演唱：合唱

昨夜的怪夢是多甜蜜

今天的精神是昏昏迷迷

少女不怀春

太阳不在西

胡思乱想是大丈夫的没出息

喷水莲头是好男儿的洗澡机

只要一上传声机

哪怕？？？？

心中人自己看分明

这？？？？上楼梯

小声轻放地？？？

？？？？天空坏主意

打起了精神呀不输气

恋爱的获得要三十晃几

咱们就清休闲

看前面怎呀怎么地

男演员謝謝看上了梅梅，经常在其楼下吹萨克斯风。报纸上的刊登了某匿名男士的征友启事，兰兰开始化名同这位不知名的朋友通信，渐生情愫。李儿生病不上场，马太太找兰兰顶替当主演。原来李儿是为了当晚同团里男演员陳琛约会才装病，不料二人的约会被马太太发现，二人因违反团规被开除。
- 蜘蛛舞。重重蛛网，锁住痴情男女。（伴奏音乐：《蜘蛛网》，编曲：姚敏）

### 赴日演出
马氏歌舞团应邀赴日本演出，马太太为了和冯奇人结婚，借故留在香港，让儿子马英带团赴日。在赴日前，兰兰和马英在信中相约在餐厅见面，又都因惧怕故各找梅梅和謝謝扮成自己代为赴约，自己却在餐厅内从旁观察。梅梅、谢谢见面后正中下怀，兰兰和马英却暗自庆幸。
在赴日本的飞机上，男女团员们唱出了《Iy Iy Iy 恰恰恰》。

Iy Iy Iy 恰恰恰

編曲:姚敏（'I, Yi, Yi, Yi, Yi (I Like You Very Much)'曲） 作詞:沈華 演唱：合唱

IY IY IY 一個一個笑臉開

一個一個甜上心頭來

嘻嘻嘻嘻哈哈哈哈 樂滿懷

嘻嘻哈哈 憂愁都拋開

(男)心花朵朵開

(女)春色上眉黛

(男)妹妹我愛你

(女)哥哥我不睬

IY IY IY 一個一個笑臉開

一個一個甜上心頭來

嘻嘻嘻嘻哈哈哈哈 樂滿懷

嘻嘻哈哈 憂愁都拋開

IY IY IY IY SI SI SI SI

IY IY IY IY SI SI SI SI

IY IY IY IY SI SI SI SI

1960年的繁华东京，夜如明昼，银座街头霓虹闪烁，富士、东芝广告纷呈。兰兰和马英都得知了对方是真正的写信人，却以为自己的身份没有暴露。
- 各国舞蹈
  - 法國肯肯舞。兰兰领舞，裙摆翩飞，绚烂夺目。
  - 泰國愛神舞。兰兰同梅梅共作端庄虔敬之姿，有若天女。
  - 馬來土風舞。兰兰同梅梅领舞，朴质清秀，别具风韵。
  - 西班牙鬥牛舞。兰兰和马英领舞。女演员们扮作群牛，与“斗牛士”们顾盼生情。
  - 日本櫻花舞、扇舞。兰兰执日本折扇起舞，摇曳多姿。
  - 中国花鼓舞。兰兰和马英领舞。大开大阖，热烈欢腾。（伴奏音乐：《花鼓歌》，编曲：姚敏）

兰兰受到日本观众热捧，收到了不少礼物。兰兰和马英都有意向对方倾诉衷肠，却又都不好意思主动表白。
- 中国宫廷舞。（陈厚饰君王）一对对宫女手执红灯，迤逦而至君王驾前，一时作雁飞翩翩，一时作花团锦簇。舞袖歌扇，空增惆怅。

萬里長城

作曲:姚敏 作詞:沈華 演唱：女声合唱

- 万里长城。（林黛饰孟姜女，陈厚饰丈夫）
  - （第一幕 莲池相会）春色满园，莲池香动，孟姜扑蝶，偶遇公子，娇羞低面，共谱佳音。此场采“採荷撲蝶舞”。
  - （第二幕 长亭送别）夫被劳役，一去千里。孟姜长亭相别，肝肠寸断。

何日再相逢

作曲:姚敏 作詞:沈華 演唱：女声合唱

？？？？？？？

？？？？？？？

长亭别 ？？？

满腔的？？？？

流淚眼对流淚眼

斷腸人送斷腸人

何日再相逢 

何日再相逢

- - （第三幕 孟姜女哭长城）孟姜千里寻夫，倚城恸哭，精诚所至，长城顿坍。

孟姜女哀歌

编曲：姚敏（《四季歌》贺绿汀曲）作词：沈华；演唱：静婷

春到山上不思春，

孟姜女寻夫到长城，

眼里只少花不见，

无颜？？？？魂。

冬来白雪布山峰，

孟姜女寻夫都成梦，

行脚无力求苍天，

许我来生再相逢。

演出结束，蘭蘭本欲同馬英赴夜总会游玩。馬英囿于团章，谢绝邀请。次日英同蘭、梅、謝出游，蘭故意不睬英。当晚二人各约日本异性友人见面，相互醋意大发。入夜，二人各在对方房中待良人归来，茕茕空房，不胜愁怨。次日二人发现对方皆曾待漏西厢，不禁喜上心头，尽弃前嫌，热烈拥抱。二人决定缔结良缘。
- 大歌舞。以法國肯肯舞开场，全体演员谢幕。

千娇百媚

作曲：姚敏 作词：陶秦 演唱：合唱

花开林芳菲

花香人陶醉

处处良辰美景春风醉

愿一地花团锦簇 千娇百媚

告诉你幸福来临 春已归

千娇百媚 快乐常在

幸福常随 天天努力永远爱

千娇百媚 大地春归

春光常随 快乐幸福永相随

花开林芳菲

花香人陶醉

处处良辰美景春风醉

愿一地花团锦簇 千娇百媚

告诉你快乐常在 幸福常随

让我们？？ 千娇百媚

千娇百媚

## 外部連結
- 香港影庫上《千嬌百媚》的資料（繁體中文）
- 时光网上《千嬌百媚》的資料（简体中文）
- 豆瓣电影上《千嬌百媚》的資料 （简体中文）
- 爛番茄上《千嬌百媚》的資料（英文）
- AllMovie上《千嬌百媚》的资料（英文）
- 互联网电影数据库（IMDb）上《千嬌百媚》的资料（英文）